# Васьково (Кировская область)
Васьково — упразднённая в 2007 году деревня в Арбажском районе Кировской области России. На год упразднения входила в состав Сорвижского сельского округа.

## География
Деревня находилась в юго-западной части региона, в зоне хвойно-широколиственных лесов, у реки Вятка, в 600 метрах от автодороги 33Н-010.
Абсолютная высота — 129 метров над уровнем моря.

### Климат
Климат характеризуется как умеренно континентальный, с умеренно холодной снежной зимой и тёплым летом. Среднегодовая температура — 2 °C. Абсолютный минимум температуры воздуха самого холодного месяца (января) составляет −47 °C; абсолютный максимум самого тёплого месяца (июля) — 40 °C. Годовое количество атмосферных осадков — 527 мм, из которых 354 мм выпадает в период с апреля по октябрь.

### Географическое положение
В радиусе трёх километров:
- д. Горбуновщина (↖ 0.6 км)
- д. Бутырок (↘ 0.9 км)
- д. Шишкины (→ 1.1 км)
- д. Дубовщина (↙ 1.3 км)
- д. Кошкино (↖ 1.3 км)
- д. Горшково (↓ 1.4 км)
- д. Казань (→ 1.5 км)
- д. Чибаки (← 1.7 км)
- д. Хмелёвка (← 1.9 км)
- д. Пермяки (↘ 2.2 км)
- д. Козлы (↖ 2.2 км)
- д. Яранск (← 2.4 км)
- д. Решетники (↘ 2.8 км)
- д. Тараканы (↖ 2.8 км)
- д. Багаи (↘ 2.9 км)

## История
В 2007 году исключена из учётных данных.

## Население
К 1950 году в 53 хозяйствах проживали 198 человек (Список населённых пунктов Кировской области, составленные по данным похозяйственных книг на 1 января 1950 года. // ЦГАКО. Ф. 2344. Оп. 27. Ед. хр. 635, л. 19).
По данным Всесоюзной переписи населения 1989 года в деревне два жителя: по одному мужчине и женщине (Итоги Всесоюзной переписи населения 1989 года по Кировской области [Текст] : сб. Т. 3. Сельские населенные пункты / Госкомстат РСФСР, Киров. обл. упр. статистики. — Киров:, 1990. — 236 с., С.30).
Согласно результатам переписи 2002 года, деревня обезлюдела.

## Инфраструктура
Было личное подсобное хозяйство.

## Транспорт
«Список населённых мест Вятской губернии 1859—1873 гг.» описывал деревню Васковская как «по левую сторону Московского почтового тракта от Котельнича к границе Яранского уезда, к югу от г. Котельнича».